# Mokotau
Mokotau ist eine kleine Insel im Norden von Tongatapu im Pazifik. Sie gehört politisch zum Königreich Tonga.

## Geografie
Das Motu liegt auf der Nordseite der Piha Passage (Astrolabe Channel) vor der Nordküste von Tongatapu, gegenüber von Navutoka. Die nächstgelegenen Inseln sind Monuafe und ʻOnevai.

## Klima
Das Klima ist tropisch heiß, wird jedoch von ständig wehenden Winden gemäßigt. Ebenso wie die anderen Inseln der Tongatapu-Gruppe wird Mokotau gelegentlich von Zyklonen heimgesucht.